# Organização dos Jovens Argelinos Livres
A Organização dos Jovens Argelinos Livres (em francês:  Organisation des jeunes Algériens libres, OJAL) foi um grupo armado pró-governo, ativo principalmente entre 1994 e 1995, que reivindicou o crédito por vários ataques contra civis que simpatizavam com os islamistas durante a Guerra Civil Argelina. No entanto, era uma organização de fachada sob a qual operavam elementos do Departamento de Inteligência e Segurança (DRS), os serviços de segurança argelinos. A OJAL nunca existiu como organização independente.
As principais ações pelas quais a organização recebeu crédito incluem:
- O sequestro (em 26 de novembro de 1993) e assassinato de Mohamed Bouslimani, presidente da instituição de caridade islâmica El Irshad wa el Islah e membro fundador do Movimento da Sociedade pela Paz. Este rapto também foi reivindicado pelo Grupo Islâmico Armado (GIA).[1]
- O sequestro e tortura do matemático e membro fundador da Frente Islâmica de Salvação (FIS), então dissolvida, Mohamed Tedjini Boudjelkha em novembro de 1993; ele foi liberado após cinco dias.[1][2][3]
- A ameaça em fevereiro de 1994 de que "se uma mulher for atacada por não usar um xador, a OJAL se vingará ao liquidar pura e simplesmente 20 mulheres usando um hijab".[4][5]

De acordo com as provas recolhidas pela Amnistia Internacional, a OJAL agiu “em uníssono com as forças de segurança” e várias pessoas mortas por estas mesmas forças de segurança tinham “recebido ameaças de morte da OJAL algum tempo antes”.